# 大阪府道185号柏原停車場線
大阪府道185号柏原停車場線（おおさかふどう185ごう かしわらていしゃじょうせん）は、大阪府柏原市を通る、かつて存在した一般府道である。

## 概要
柏原市今町1丁目から柏原市大正1丁目に至る。2012年（平成24年）5月31日に廃止された。

### 路線データ
大阪府告示に基づく起終点および経過地は次のとおり。
- 起点：柏原市今町1丁目（柏原市柏原駅：JR西日本関西本線・近鉄道明寺線 柏原駅前、大阪府道184号柏原停車場大県線起点[注釈 2]）
- 終点：柏原市大正1丁目（柏原市国道25号交点：柏原駅下り交差点、国道25号交点）
- 重要な経過地：なし
- 総延長：0.316 km[注釈 1][1]

## 歴史
本路線は、道路法（昭和27年法律第180号）第7条の規定に基づき、一般府道として1959年（昭和34年）に大阪府が初回認定した路線の1つである。2012年（平成24年）に廃止され、柏原市に移管された。

### 年表
- 1959年（昭和34年）12月1日 - 大阪府が一般府道柏原停車場線として路線認定。整理番号は81[4]。当時の終点表記は一級国道25号線交点で、路線延長は0.325 kmであった[5]。
- 2012年（平成24年）5月31日 - 大阪府が一般府道柏原停車場線を廃止[2]。

## 地理

### 通過していた自治体
- 大阪府
  - 柏原市

### 交差していた道路
| 交差していた道路              | 交差していた場所 | 交差していた場所        |
| ----------------------------- | ---------------- | ----------------------- |
| 大阪府道184号柏原停車場大県線 | 今町1丁目        | 起点                    |
| 国道25号                      | 大正1丁目        | 柏原駅下り交差点 / 終点 |

### 沿線
- JR西日本関西本線・近鉄道明寺線 柏原駅
- 柏原郵便局